# Džong Huandi
Džong Huandi (kitajsko: 鍾 煥娣; pinjin: Zhōng Huàndì), kitajska atletinja, * 28. junij 1967, Junan, Ljudska republika Kitajska.
Nastopila je na poletnih olimpijskih igrah v letih 1988 in 1992, ko je osvojila četrto mesto v teku na 10000 m. Na svetovnih prvenstvih je osvojila srebrni medalji v isti disciplini v letih 1991 in 1993.